# Драгица Миличковић
Драгица Миличковић Орландић (7. мај 1974) је бивша рукометашица из Црне Горе. Са рукометном репрезентацијом Савезне Републике Југославије освојила је бронзану медаљу на Светском првенству 2001. у Италији. У клупској каријери играла је за Будућност. Заслужни је спортиста Црне Горе.